# Saint-Christophe-du-Jambet

Saint-Christophe-du-Jambet este o comună în departamentul Sarthe, Franța. În 2009 avea o populație de 202 de locuitori.